# Kurtköy
Kurtköy ist ein Bezirk im Stadtteil Pendik von Istanbul, der Hauptstadt der Türkei.

## Lage
Früher war Kurtköy ein Stadtteil von Kartal östlich des Bosporus. Nachdem Pendik ein Bezirk wurde, wurde es ein Stadtteil dieses Bezirks. Kurtköy wurde auf dem Berg Aydos (Aydos Dağı) im Nordwesten gegründet. Zu Kurtköy gehören der internationale Flughafen Istanbul-Sabiha Gökçen und das Einkaufszentrum Viaport.
Wörtlich übersetzt heißt der türkische Name „Wolfsdorf“. Zahlreiche weitere Orte in der Türkei tragen denselben Namen.

## Geschichte von Kurtköy
Kurtköy wurde den Byzantinern 1328 von Orhan Gazi, dem Sultan des Osmanischen Reiches, abgenommen. Kurtköy wurde im 20. Jahrhundert von Manavs besiedelt und hatte zu dieser Zeit 600 Einwohner.